# وتيد قاتم الأبواغ
وتيد قاتم الأبواغ (الاسم العلمي:Paxillus obscurosporus) هو نوع من الفطريات يتبع جنس الوتيد من الفصيلة الوتيدية.